# 劇場版 鋼の錬金術師 シャンバラを征く者
『劇場版 鋼の錬金術師 シャンバラを征く者』（げきじょうばん はがねのれんきんじゅつし シャンバラをゆくもの、Fullmetal Alchemist the Movie: Conqueror of Shamballa）は、2005年7月23日に公開されたアニメ映画。
2003年から2004年にかけて放送されたテレビアニメ『鋼の錬金術師』の最終話以降を描くシリーズ完結編。テレビアニメ版と同様に月刊誌かつ連載終了の目途も立っていない時期に制作されたため、原作漫画『鋼の錬金術師』とはストーリーや世界観、登場人物の設定などが異なる、アニメ独自の完全オリジナルストーリーとなっている。原作に準拠して2009年に製作されたテレビアニメ『鋼の錬金術師 FULLMETAL ALCHEMIST』や、2011年公開のアニメ映画『鋼の錬金術師 嘆きの丘の聖なる星』の作品世界ともつながってはいない。

## あらすじ
舞台はパラレルワールドの1923年のドイツ（ワイマール共和国）にあるミュンヘン。当時のドイツでは、第一次世界大戦敗戦後のインフレに伴う貧困に喘ぎながら、それでも人々が懸命に生きていた。
テレビアニメ版最終話でパラレルワールドへ飛ばされたエドワード・エルリックは18歳になり、錬金世界・アメストリスへ戻るためにロケット工学を研究していたが、先の見えない現実に焦燥していた。その頃、エドの同居人にして「自らの手でロケットを作りたい」と夢見る少年、アルフォンス・ハイデリヒは、パトロンを得て念願のロケット製作に着手する。しかし、その裏には謎の組織・トゥーレ協会の陰謀が隠されていた。
あるとき、街のカーニバルに来ていたエドは1人の女性、ノーアに出会う。自分が触れた相手の心や記憶を観ることができるという不思議な力を持つノーアは「ジプシー」と呼ばれる被差別民族で、自分たちのことは「ロマ」と呼んでいた。そのことをきっかけに、エドはドイツで起ころうとしている壮大な計画に巻き込まれてゆく。それは同時に、アメストリスに破滅をもたらす危機をも意味していた。
一方、アメストリスでは13歳に成長したアルフォンス・エルリックが、エドを探す旅に出る。しかし、甦った際にエドとの4年間におよぶ旅の記憶も失くしていたアルは、「兄さんに会いたい」という純粋な希望が予想だにしない悲劇を引き起こす場合もあるということすら、忘れていた。
引き裂かれた兄弟、シャンバラを求める者、門の鍵を為す者といったさまざまな人間の思惑と欲望を孕み、物語の幕は再び上がる。

## 登場人物

### 現実世界
エドワード・エルリック
声 - 朴璐美
本作の主人公。通称「エド」。テレビアニメ版最終回で弟アルフォンスの身体を錬成するが、その代償として門の向こうの世界（現実世界）に飛ばされてしまう。元の世界（錬金世界・アメストリス）に戻る方法を模索するが、進展が無いまま2年が過ぎた現在では、その情熱に取って代わって焦燥と諦念にとらわれつつある。
キャラクターデザイン兼総作画監督の伊藤嘉之は、エドの表情から大人っぽさや落ち着いた感じを出すようにしたと述べている。
アルフォンス・ハイデリヒ
声 - 小栗旬
ロケットの製作を夢見る少年。金髪碧眼とアーリア人らしい特徴を持つが、その容貌はアルと瓜二つ。肺ガンに侵されており、自分の命が残りわずかなことを自覚している。そのため、自分の生きた証を残したいとロケット製作に全身全霊をかけて打ち込む一方、元の世界のことばかりを考えて現実世界に馴染もうとしないエドのことを心配している。
ノーア
声 - 沢井美優
帰るべき祖国を持たず、各地を放浪して異端視される人々「ロマ」の少女。千里眼という能力（本作では「他人の心を読める能力」を指す）を持っているため、輪を掛けて異端視されている。
デートリンデ・エッカルト
声 - かとうかずこ
トゥーレ協会の会長を務める女性。魔術の研究を独自に進めており、体術にも長ける。シャンバラ（アメストリス）の技術に興味を示し、その力を戦争に利用しようと考えている。
ミュンヘン一揆直後に死亡した実在の人物ディートリヒ・エッカートをモデルにしているが、本作では架空の女性に変更されている。
カール・ハウスホーファー
声 - 津嘉山正種
トゥーレ協会のメンバーで、エッカルトの片腕的存在。ヒトラーと接触していた。ミュンヘン大学の正教授で地政学の第一人者。元軍人で少将だったらしい。ホーエンハイムとも交流を持っていた。アルフォンスのロケット工学に興味を持ち、ヘスと共に出資を申し出る。自身もシャンバラを目指している。
ルドルフ・ヘス
声 - 小山力也
エッカルトの部下。ノーアを買い取ろうとしたり、ハイデリヒのパトロンを申し出たりする。シャンバラの技術を背景に、ナチスにおけるトゥーレ協会の影響力を強めたいと考えている。
フリッツ・ラング / マブゼ
声 - 柴田秀勝
ユダヤ人の映画監督。もう一つの名前はマブゼ。容貌がアメストリスの大総統キング・ブラッドレイ（プライド）に似ていたことから、勘違いしたエドに襲われかける。映画の撮影にリアリティを出すため、ドラゴン（エンヴィー）を捕まえようとエドを護衛に据え、郊外の古城に向かう。ミュンヘン一揆が起きた時点でのラングは32歳であり、ブラッドレイ（60歳）とは年齢がだいぶ異なる。戦争の色が日増しに濃くなる現実に背を向け、映画の世界に耽溺する。ハウスホーファーとは知り合いのようである。
エリック・ヤン・ハヌッセン
声 - 古川登志夫
移動式のカーニバルを引き連れ、各地を転々としている。千里眼を持つとされ、ヒトラーの預言者として頭角を現わす。ノーアの能力欲しさに、金と引き換えに彼女を手に入れようとする。
エンヴィー
声 - 山口眞弓
エドとアルの異母兄のホムンクルス。テレビアニメ版最終回で門の向こうに飛ばされたホーエンハイムを追い、自分の姿を自由自在に変える能力で巨大なドラゴンの姿に変貌し、門を越える。本作では錬金術が発動しない現実世界にドラゴンの姿で到着したため、元の姿に戻れないまま生き延びている。
ホーエンハイム・エルリック
声 - 江原正士
エルリック兄弟とエンヴィーの父親。現実世界に飛ばされて以降、そのまま骨を埋める覚悟をしていたが、エドのために門の向こうに帰る方法を見つけようと考え、トゥーレ協会と関係を持っている。
ヒューズ
声 - 藤原啓治
ミュンヘンの街の警察官。容姿はマーズ・ヒューズと瓜二つ。ナチス入党者で、銃を持って行進するシーンがある。密かにグレイシアに想いを寄せており、ロマであるノーアがグレイシアに迷惑を掛けるのではないかと警戒している。
水島は、錬金術世界のヒューズとは性格が若干異なる印象を受けるが実際は同じ性格をしていると述べている。ではなぜ異なって見えるのかについて、根本の性格は同じでも生まれ育った土壌が異なれば、両者（「錬金術世界」と「現実世界」）の性格は若干異なってくるとしている。
グレイシア
声 - 三石琴乃
エドとハイデリヒの下宿先の大家にして、女手一つで花屋を切り盛りする女性。ノーアのことを差別せず接する懐の広さと優しさを持ち、再び戦争が起こることを憂う。容姿はグレイシア・ヒューズと瓜二つ。
フューラー
ベニート・ムッソリーニのローマ進軍に影響されて起こしたミュンヘン一揆が本作では物語後半の軸となっていく。登場した時点ですでに党の全権を握っているうえ、指導者としての地位を確立している。

### 錬金世界・アメストリス
アルフォンス・エルリック
声 - 釘宮理恵
通称「アル」。兄エドワードの錬成によって肉体を取り戻したが、それらは身体、精神、記憶共に母の錬成当時のままのものだった。その後、故郷のリゼンブールで天真爛漫な性格に成長するが、兄を探すために錬金術の勉強を始める。周囲の者たちがエドの生存をあきらめかける中でも希望を捨てず、兄の面影をなぞるかのように赤いコートを着用するなど、兄に似せた服装で登場する。
伊藤によれば、記憶を失っていることから陰のないまっさらな状態で、幸せに育ってきた少年として描いているとのこと。
ウィンリィ・ロックベル
声 - 豊口めぐみ
エドとアルの幼馴染。かつてはエドの義手や義足（機械鎧）の整備士でもあった、明朗快活な女性機械鎧技師。長い後ろ髪をアップにまとめ、容姿・雰囲気と共に大人の女性へ成長している。中央で起きた異変を知り、地下都市へシェスカとともに駆けつける。エドの無事を信じ、成長した彼の身体に合うようにと新しい機械鎧を製作して待っていた。
ピナコ・ロックベル
声 - 麻生美代子
ウィンリィの祖母。
ロイ・マスタング
声 - 大川透
母の人体錬成に失敗し、絶望していたエドとアルに「国家錬金術師」という道を提案した軍人。かつては自身も「焔の錬金術師」と呼ばれる国家錬金術師で、テレビアニメ版では准将の地位にまで登りつめたが、最終回以降に自らの意志で伍長に降格して自らの錬金術を封じ、本作では北方の極寒の地で軍務に就いている。
伊藤によれば、色々なものを背負った末に辺境の地で軍務に就いていることから表情をやや暗めに設定しており、これには後半の活躍シーンとのギャップを作る意図もあったとのこと。
リザ・ホークアイ
声 - 根谷美智子
ロイが任務に就く北方についていかず、中央司令部で勤務を続けている。ロイに一途で、彼の復帰を何よりも信じている。
アレックス・ルイ・アームストロング
声 - 内海賢二
元軍人（兼国家錬金術師）であり、現在では退役して家族と共に内乱で荒廃したリオールの街の復興に取り組んでいる。特盛の肉体美とダンディズムは健在である。
シェスカ
声 - 若林直美
中央司令部で勤務を続けており、物語前半に上京してきたウィンリィと共に軍服でヒューズの墓参りに行っている。物語後半ではアルとラースを探すウィンリィの案内役として地下都市へ同行する。
ラース
声 - 水樹奈々
イズミが犯した人体錬成の末に生まれたホムンクルス。他者と融合できる能力を持っており、エドの手足と融合することによって錬金術を使えた時期もあったが、賢者の石を勝手に使おうとしたためにダンテが門を開いてエドの手足を奪い取らせた結果、錬金術を使えなくなっている。ウィンリィがエドのために作っておいた機械鎧を装着してもらってから誰とも言葉を交わさず行方不明になっていたが、イズミの墓所の外れに放心状態で座り込んでいたところを、墓参りに来たウィンリィに連れ出される。アルが自らを犠牲にエドを蘇らせた場面が記憶に強く残っており、アルをエドと再会させるために地下都市へ案内する。
グラトニー
声 - 高戸靖広
紅い石の合成用に作られたホムンクルス。どんなものでも食べられる能力を持つ。テレビアニメ版の最終局面でダンテに理性を消されて食欲だけの存在となってしまった後は地下都市に閉じ込められ、鎧のアルから取り込んだ賢者の石の力や岩などを食べ続けたことで自己進化を遂げており、巨大な化け物じみた外見となっている。
ハスキソン
声 - 石塚運昇
錬金術のせいで国から冷遇されたと思い込んでいる物理学者。黒いマスクを顔につけている。錬金術師としてもかなりの心得がある。新たな元素を発見し、ウラニウムと名付けたその高エネルギーを利用して新型爆弾を開発する。エドに国家上層部への紹介を頼むが、彼とアルから無下に断られたことに激昂し、彼らを攻撃する。ウラニウム採掘の際に放射線被曝で惨死した人々の遺体を使って人体錬成を行おうと逆上したところ、門の中へ新型爆弾もろとも引きずり込まれてしまう。この現実世界に送られた新型爆弾が、本作の物語の発端となっている。

## スタッフ
- 原作 - 荒川弘 月刊少年ガンガン掲載（スクウェア・エニックス）[24]
- 監督 - 水島精二[24]
- ストーリー・脚本 - 會川昇[24]
- キャラクターデザイン・総作画監督 - 伊藤嘉之[24]
- プロダクションデザイン - 荒牧伸志[24]
- クリーチャーデザイン - 石垣純哉[24]
- メカニックデザイン - 福地仁[24]
- 絵コンテ - 増井壮一[24]、金子伸吾[24]、安藤真裕[24]、中村豊[24]、荒牧伸志[24]、水島精二[24]
- 演出 - 金子伸吾[24]、岩崎太郎[24]、橋本昌和[24]、中村豊[24]
- 監督補 - 角田一樹[24]
- テクニカルディレクター - 宮原洋平[24]
- 作画監督 - 逢坂浩司[24]、菅野宏紀[24]、関口可奈味[24]、富岡隆司[24]、稲留和美[24]、小栗寛子[24]、斉藤英子[24]、金子秀一[24]、中村豊[24]
- 美術監督 - 小倉一男[24]
- 美術設定 - 成田偉保[24]
- 色彩設計 - 中山しほ子[24]
- 撮影監督 - 福士享[24]
- 編集 - 板部浩章[25]
- 音楽 - 大島ミチル[25]
- 音響監督 - 三間雅文[25]
- 音響効果 - 倉橋静男[25]
- 音響制作 - テクノサウンド[25]
- デジタル光学録音 - 西尾昇[25]
- プロデューサー - 南雅彦[25]、丸山博雄[25]、大山良[25]、倉重宣之[25]、吉田剛[25]、岡田有正[25]、吉村行夫[25]、小松賢志[25]、山崎治人[25]
- アニメーション制作 - ボンズ[25]
- 配給 - 松竹[25]
- 製作 - 劇場版「鋼の錬金術師」製作委員会（毎日放送、スクウェア・エニックス、アニプレックス、松竹、ボンズ、TBS、電通、日販、ペイ・パー・ビュー・ジャパン）[25]

## 制作
本作はテレビシリーズの後日談となっているが、監督の水島精二によれば最初にプロデューサーや脚本担当の會川昇と本作の打ち合わせを行った際にはどのような形でも良かったという。その後、改めて本作についての打ち合わせが行われた際にはオーソドックスなアニメ映画を本作でする必要性がないと判断されたことから「番外編」が選択肢から外された。水島は「錬金術世界に科学者が存在する」という話はどうかと提案したものの、結局ありがちな番外編になってしまうのではという懸念もあり没となった。そして、その日の帰りがけに會川が水島に「ふたつの世界を股にかける話ならば、キャラクターも全部出てくるし、水島さんが言ってた科学と科学者と錬金術師の話もできるよね」と言ったことで水島も納得し、結果的には會川の案が本作の雛形として採用された。
「兄弟の絆」がテーマだったテレビシリーズとは異なり、劇場版となる本作では「世界と自分とは無関係でいる事はできない」というテーマとなっている。これについて水島は以下のように述べている。
「現実世界」の世界観は1920年代のドイツがナチス・ドイツへと向っていく時代背景が根底に存在するが、水島によれば第三者からみた「狂気」としてではなく、ドイツ人から見た「日常」として描いているという。
會川はテレビシリーズや原作漫画しか読んでない人にも楽しんでもらいたいと考えており、なるべく「映画らしい映画」にしたかったと述べている。例えば、冒頭でロマたちが「KELAS」を歌唱するシーンがあるが、これは本来必要性のないシーンであるものの「KELAS」からオープニングの「LINK」に繋がることで映画らしい気分が醸し出されるという。
キャラクターデザインを担当する伊藤嘉之はデザインをする上で「錬金術世界」と「現実世界」で落差を付けることを意識しており、「錬金術世界」は漫画っぽさを出していたが、「現実世界」ではリアルな絵になるようにしているという。色彩設計の中山しほ子も「錬金術世界」と「現実世界」で色の違いを出すことを意識しており、「現実世界」は「錬金術世界」よりも色の彩度を低く設定しているという。
劇伴担当の大島ミチルは本作の持つ独特な世界観や匂いを視聴者に伝えたいと考え、民族楽器（マンドリンやブズーキなど）を取り入れた。大島曰く、民族楽器には「哀愁や郷愁といった味わい深くて、まるで生きている『人の思い』のようなものが含まれている」とのこと。
本作ではハイデリヒ、ノーア、エッカルトの3キャラクターにそれぞれ実力派俳優が声優として起用されている。
- 小栗旬（アルフォンス・ハイデリヒ 役） - 本職の声優陣で適役が見つからない中で、水島はハイデリヒの実年齢に近い若手俳優の方が新鮮味があると考えた。そして小栗を偶然紹介してもらう機会を得たこともあり、水島は小栗にハイデリヒ役を依頼したことで起用に至った。なお、当初はアルフォンス・エルリック役の釘宮理恵による一人二役も選択肢として存在していた[32]。
- 沢井美優（ノーア 役） - ノーア役の適任者がなかなか決まらない中で製作スタッフの一人が沢井のファンだったことがきっかけで起用に至った[10]。
- かとうかずこ（デートリンデ・エッカルト 役） - エッカルトを「まだ若そうだが、年齢不詳な感じ」で描くことが決まった時に、脚本担当の會川昇がかとうの話を持ち出したことがきっかけで起用に至った[10]。

## 主題歌
「Link」
L'Arc〜en〜Cielによるオープニングテーマ。作詞はhyde、作曲はtetsuya、編曲はL'Arc〜en〜Cielと岡野ハジメ。

「LOST HEAVEN」
L'Arc〜en〜Cielによるエンディングテーマ。作詞はhyde、作曲はken、編曲は L'Arc〜en〜Cielと岡野ハジメ。

## 評価

### 興行収入
初週の興行収入は主要5大都市で第2位を記録した。2010年11月時点で興行収入は13億円を記録している。

### 批評
『おたくま経済新聞』のライター・コートクは『鋼の錬金術師』は架空の物語ではあるものの『劇場版 鋼の錬金術師 シャンバラを征く者』に関しては「1923年のワイマール共和国、ミュンヘン一揆の前後を描いた物語になっており、当時の歴史的背景をかなり真面目に描いた作品」と評している。また、コートクは同サイトの別記事で本作は第一次世界大戦後となる1923年のドイツを舞台としており、この時期のドイツ人の鬱積した不満を表す台詞が随所に登場していると述べている。コートクは同サイトにていくつか例を挙げているため、それを下記表に記す。
| 台詞 | 台詞を発した理由                                                                                            |
| --- | --- |
| こんな紙っぺら俺だっていらねえや。これで一杯分にもなりゃしねえ。                                                            | この時期のドイツでは猛烈なインフレーションが発生していたことから                                            |
| この間の戦争、ドイツはまだまだ戦う力があった。 それなのに政府は降伏してしまい屈辱的なヴェルサイユ条約を受け入れてしまった。 | ドイツが第一次世界大戦で敗戦国になってしまったことに加えて ヴェルサイユ条約に対して不満を抱いていたことから |

「アニメージュプラス」編集部は本作の舞台となった1920年代のヨーロッパにおける時代背景や実在の人物が巧みに物語に組み込まれていると称賛しており、『機巧奇傳ヒヲウ戦記』や『天保異聞 妖奇士』でも発揮された會川昇の真骨頂といえる手法であると述べている。また、同編集部は以下のように述べている。

### 受賞・ノミネートなど
| 賞                                           | 部門                                    | 結果                                               | 出典   |
| -------------------------------------------- | --------------------------------------- | -------------------------------------------------- | ------ |
| 第9回文化庁メディア芸術祭                    | アニメーション部門・審査委員会推薦作品  | 選出                                               | [ 35 ] |
| 第60回毎日映画コンクール                     | 毎日映画コンクールアニメーション映画賞  | 受賞                                               | [ 36 ] |
| 第10回ソウル国際マンガ・アニメーション映画祭 | 長編部門                                | ノミネート                                         | [ 37 ] |
| 東京アニメアワード2006                       | アニメーション・オブ・ザ・イヤー        | 受賞                                               | [ 38 ] |
| 東京アニメアワード2006                       | 音楽賞                                  | 受賞                                               | [ 38 ] |
| 東京アニメアワード2006                       | 原作賞                                  | 受賞                                               | [ 38 ] |
| ファンタジア国際映画祭                       | ベストアニメ映画賞                      | 受賞                                               | [ 39 ] |
| 日本のメディア芸術100選                      | アニメーション部門                      | 選出                                               | [ 40 ] |
| 日本のメディア芸術100選                      | アニメーション部門（年代別 / 2000年代） | 5位                                                | [ 41 ] |
| AnimaniA Award 2009                          | Bester Movie                            | 受賞                                               | [ 42 ] |
| 第28回アニメグランプリ                       | グランプリ作品部門                      | 3位                                                | [ 44 ] |
| 第28回アニメグランプリ                       | 男性キャラクター部門                    | エドワード・エルリック：5位 ロイ・マスタング：10位 | [ 45 ] |
| 第28回アニメグランプリ                       | 女性キャラクター部門                    | ウィンリィ・ロックベル：9位 リザ・ホークアイ：17位 | [ 46 ] |
| 第28回アニメグランプリ                       | アニメソング部門                        | 「Link」：5位 「LOST HEAVEN」：19位                | [ 47 ] |

## Blu-ray / DVD
2006年1月25日にはDVD「劇場版 鋼の錬金術師」が発売された。
2009年1月29日にはシリーズ初となるDVD-BOX「鋼の錬金術師 BOX SET -ARCHIVES-」が発売された。本DVD-BOXにはテレビアニメ全51話と本作のDVD・Blu-Rayディスクに加えて主題歌集やオリジナルサウンドトラック全集、アートワーク集、公式レプリカグッズ集などが付属されている。
2014年10月29日には本作のBlu-Rayが発売された。

## サウンドトラック
本作のオリジナルサウンドトラック。2005年7月20日にアニプレックスから発売された。各楽曲の作曲は大島ミチルが担当した。

### 収録曲
| トラック | 曲名                                                   | 時間  |
| -------- | ------------------------------------------------------ | ----- |
| 01       | Scientist of the Alchemic World                        | 00:44 |
| 02       | Fullmetal Alchemist                                    | 02:06 |
| 03       | Weapon of Mass Destruction                             | 00:51 |
| 04       | Castle of Science Goes Kablooey                        | 00:36 |
| 05       | Sibyl                                                  | 00:36 |
| 06       | KELAS (LET'S-DANCE)                                    | 03:01 |
| 07       | Creeper in the Shadow of Time                          | 00:24 |
| 08       | Darkness Looms Upon Her                                | 00:46 |
| 09       | Automated Right Arm                                    | 00:37 |
| 10       | Burden of Her Past                                     | 00:20 |
| 11       | Her Dream                                              | 00:15 |
| 12       | Vanishing Existence                                    | 00:55 |
| 13       | Thule Society                                          | 00:48 |
| 14       | Seeking a New Thrill                                   | 01:01 |
| 15       | Dragon 〜 Unlocker of the Gate                         | 02:44 |
| 16       | Road to Shamballa                                      | 01:30 |
| 17       | The Alchemic World 〜 Two Years Thereafter             | 00:59 |
| 18       | Citizen of the World                                   | 00:44 |
| 19       | Stranger from Another World 〜 The Young Alchemist     | 02:29 |
| 20       | Beyond the Light......!                                | 00:26 |
| 21       | Search for the Professor                               | 00:32 |
| 22       | The Incomplete Alchemic Circle                         | 01:27 |
| 23       | Dietlinde Eckart                                       | 02:08 |
| 24       | A Temporary Reunion                                    | 00:59 |
| 25       | Harmonized Feelings                                    | 01:33 |
| 26       | Parallel World 〜 Another Self in an Alternative World | 01:15 |
| 27       | The Lord of Shamballa Shall Reign Over the World       | 02:17 |
| 28       | Shadows Surrounding Her                                | 00:19 |
| 29       | Soul Slides Away                                       | 01:00 |
| 30       | To the Vanished City                                   | 00:48 |
| 31       | Shadows Swallow Her                                    | 00:50 |
| 32       | Other Side of the Gate 〜 Shamballa                    | 01:13 |
| 33       | Overture of Destiny                                    | 01:28 |
| 34       | Evanescence                                            | 04:06 |
| 35       | When the Gate of Destiny is Revealed                   | 01:25 |
| 36       | Beyond the Gate 〜 Conqueror of Shamballa              | 03:02 |
| 37       | Reunion 〜 Dear Beloved Place                          | 00:56 |
| 38       | Invasion of the Intruders                              | 01:34 |
| 39       | Guardian of the Motherland                             | 01:03 |
| 40       | Destruction of Shangri-La                              | 03:52 |
| 41       | Guardian of the World                                  | 01:48 |
| 42       | Reason of War                                          | 01:34 |
| 43       | Sad Resolution 〜 Separation                           | 01:34 |
| 44       | Unceasing Lunacy                                       | 00:56 |
| 45       | Requiem                                                | 01:49 |
| 46       | KELAS (LET'S-DANCE) [instrumental version]             | 02:19 |

## 放送

### テレビ放送
TBSテレビで本作が放送された際には「本作には特定の民族に対して差別的とも取れる表現がありますが、差別の肯定、助長を意図するものではありません。」という注意書きが表示された。
2022年3月にBS12 トゥエルビにて劇場版アニメや長編アニメに特化した「日曜アニメ劇場」の一作品として放送された。

### 配信サイト
2015年3月に「ニコニコ動画」にて放送された。
2020年5月にABEMAでの特別企画「おうちでアニメシアターを楽しもう！劇場版アニメ祭り」にて放送された。

## イベント
公開日前日となる2005年7月22日には東京国際フォーラムにて本作の上映会が行われる前夜祭が行われた。上映終了後にはスペシャルゲストとして本作の主題歌を担当したL'Arc〜en〜Cielが登場し、オープニングテーマソングである「Link」を歌唱した。
公開日となる2005年7月23日には丸の内、新宿、川崎の3か所で本作の初日舞台挨拶が行われ、朴璐美（エドワード・エルリック役）や釘宮理恵（アルフォンス・エルリック役）、小栗旬（アルフォンス・ハイデリヒ役）などメインキャスト5人と監督の水島精二が登壇した。
2008年9月27日には池袋テアトルダイヤにて本DVD-BOXの発売を記念したオールナイト上映イベント「鋼の錬金術師 MIDNIGHT LOUNGE」が開催された。本イベントではテレビシリーズからの話数セレクションや本作の上映、大川透（ロイ・マスタング役）と藤原啓治（マース・ヒューズ役）によるトークショーが行われた。
2012年7月21日にはテアトル新宿にて本作を含む制作会社ボンズの作品を集めた上映イベント「ボンズオールナイトEX」が開催された。本イベントはアニメーション映画『ストレンヂア 無皇刃譚』（以下「ストレンヂア」）の放映5周年を記念したものであり、水島は本作が成功したことで「ストレンヂア」を作ることができたと述べている。
2018年1月12日から2月2日まで丸の内ピカデリーにて本作を含む18作品のアニメ映画を爆音で堪能できるイベント「丸の内ピカデリー アニメーション爆音映画祭」が開催された。

## 関連書籍

### ガイドブック・シナリオブック
- 會川昇（ストーリー・脚本） / 水島精二（監修） 『劇場版 鋼の錬金術師 シャンバラを征く者 シナリオブック』 スクウェア・エニックス、2005年8月22日初版第1刷発行（7月22日発売[61]）、ISBN 4-7575-1489-1
- 『劇場版 鋼の錬金術師 シャンバラを征く者 Absolute Cinema Guide』スクウェア・エニックス、2005年10月30日初版発行、ISBN 4-7575-1547-2

### アニメコミックス
- エンタテインメント書籍編集部（編）、SBクリエイティブ〈SBアニメコミックス〉、全2巻
  1. 『劇場版 鋼の錬金術師 シャンバラを征く者 上巻』2006年1月31日発売[62]、ISBN 4-7973-3283-2
    - 「初回限定特装版」2006年1月24日発売[63]、ISBN 4-7973-3285-9

  2. 『劇場版 鋼の錬金術師 シャンバラを征く者 下巻』2006年1月31日発売[64]、ISBN 4-7973-3284-0
    - 「初回限定特装版」2006年1月24日発売[65]、ISBN 4-7973-3286-7